# Armindo Tomba
Armindo Tomba, mort le 9 mars 2016, est un journaliste et homme politique santoméen, membre du Mouvement pour la libération de Sao Tomé-et-Principe – Parti social-démocrate.

## Biographie
Journaliste anti-corruption, Armindo Tomba travaille durant notamment à la Rádio Nacional de São Tomé e Príncipe, où il officie en tant que rédacteur en chef et animateur de programmes sportifs, politiques et socio-économiques, dont le notable Magazine Económico. Il est également attaché de presse de plusieurs institutions de l'administration publique. Il travaille aussi au Jornal Revolução durant la Première République, et au Jornal de Angola en Angola. À partir de 2014, il se fait absent des ondes, discrédité par le pouvoir en place.
Tomba est élu en 1994 député du Mouvement pour la libération de Sao Tomé-et-Principe - Parti social-démocrate de la VIe législature. Il se présente comme indépendant à l'élection présidentielle de 1996 et finit dernier des cinq candidats avec 163 voix (0,5 %).
En 2002, il participe à l'atelier Paris 21, sur l'utilisation des statistiques dans les politiques de lutte contre la pauvreté et de développement.
Armindo Tomba est inhumé dans les jours suivant sa mort, survenue le 9 mars 2016, au cimetière Alto S. João de São João da Vargem (en). Le 14 mars, l'Assemblée nationale lui rend hommage pour sa « contribution extraordinaire [...] à la presse nationale ».

## Critiques
Dans un article biographique paru peu après son décès, la Rádio Nacional de São Tomé e Príncipe décrit Armindo Tomba comme un homme « controversé » pour ses idées.